# 353189 Iasus
353189 Iasus este o planetă minoră (asteroid) din Asteroid troian al lui Jupiter. A fost descoperită pe 13 septembrie 2009 la Observatorul Palomar de Palomar Transient Factory⁠(d). 
Obiectul prezintă o orbită caracterizată de o semiaxă mare de 5,2057827587307 UAi, o excentricitate de 0,159, o înclinație de 14,7 ° în raport cu ecliptica.